# Bård Tufte Johansen

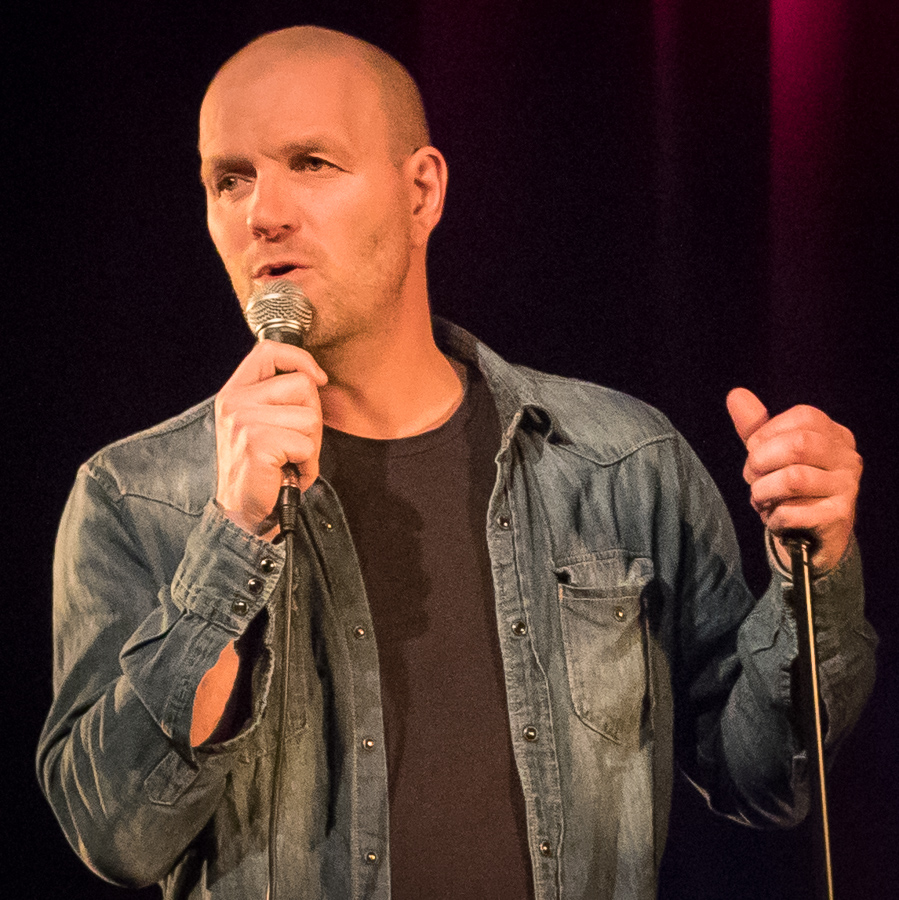
Bård Tufte Johansen, 2017

Bård Tufte Johansen (* 19. Juni 1969 in Skien) ist ein norwegischer Komiker, Drehbuchautor und Moderator. Seit 2017 moderiert er die Comedy-Sendung Nytt på nytt.

## Leben
Johansen arbeitete als Verkäufer, bevor er im Jahr 1992 für den norwegischen Rundfunk Norsk rikskringkasting (NRK) zu arbeiten begann. Seinen Durchbruch hatte er als Moderator der Comedy-Sendung Lille Lørdag, die von 1995 bis 1996 im norwegischen Rundfunk Norsk rikskringkasting (NRK) ausgestrahlt wurde. Gemeinsam mit Harald Eia arbeitete er als Moderator und Drehbuchautor in verschiedenen TV- und Radioprojekten wie Åpen Post, Uti vår hage und Tazte Priv. Auch mit dem Komiker Atle Antonsen ging er in dieser Zeit mehrere Zusammenarbeiten ein. Johansen war des Weiteren als Moderator für Veranstaltungen wie den Musikpreis Spellemannprisen eingesetzt und er spielte kleinere Rollen in verschiedenen Serien und Filmen.
Eia und Johansen gründeten im Jahr 2010 die Produktionsgesellschaft Funkenhauser Productions, im Jahr 2012 beendeten sie schließlich die Zusammenarbeit mit dem NRK. 2013 verkauften sie die Gesellschaft weiter und Johansen ging mit dem Standup-Programm Mann (44) auf Tournee. Nach dem Senderwechsel des Moderators Jon Almaas übernahm Johansen im Jahr 2017 die Moderation der Comedysendung Nytt på nytt und er kehrte somit zum NRK zurück. Für seine dortige Tätigkeit wurde er im Jahr 2018 beim Fernsehpreis Gullruten als bester männlicher Moderator ausgezeichnet. Im Jahr 2019 ging er gemeinsam mit Atle Antonsen mit der Show 12 gode råd auf Tournee. Johansen führte durch die ab Januar 2024 bei NRK ausgestrahlte Dokuserie Oppsynsmannen. Die Serie wurde bei Gullruten 2024 als „Grüne Produktion des Jahres“ nominiert und Johansen als „Bester Moderator – Reality, Livestyle und Aktuelles“. Für seine Tätigkeit bei Nytt på nytt wurde er in der Kategorie „Bester Moderator – Unterhaltung“ ausgezeichnet. Auch im Jahr darauf wurde er erneut für seine Moderatorentätigkeit bei Nytt på nytt nominiert.

## Auszeichnungen
- 2014: Komiprisen in der Kategorie „Standup-Künstler des Jahres“[8]
- 2018: Gullruten in der Kategorie „Bester männlicher Moderator“[9]
- 2024: Gullruten in der Kategorie „Bester Moderator – Unterhaltung“

## Filmografie

### Darsteller
- 1994: Flåttum Gård (Fernsehserie, 1 Folge)
- 1992–1994: U (Fernsehserie, 7 Folgen)
- 1994: Brødrene Dal og legenden om Atlant-Is (Fernsehserie, 1 Folge)
- 2000: De 7 dødssyndene
- 2003: Lille frk Norge
- 2005: Tre brødre som ikke er brødre
- 2003–2008: Uti vår hage (Fernsehserie, 13 Folgen)
- 2010: Påpp & Råkk (Fernsehserie, 2 Folgen)
- 2011: Kong Curling
- 2019: Kongen av Gulset (Fernsehserie, 3 Folgen)
- 2020: Førstegangstjenesten (Fernsehserie, 1 Folge)

### Drehbuchautor
- 1998: Åpen post
- 2004: Team Antonsen
- 2005: Tre brødre som ikke er brødre
- 2003–2008: Uti vår hage (13 Folgen)
- 2010: Storbynatt

### Moderator
- 2001, 2002: Spellemannprisen
- seit 2017: Nytt på nytt